# Spellbinder – Im Land des Drachenkaisers
Spellbinder – Im Land des Drachenkaisers ist eine Jugendserie und die Fortsetzung von Spellbinder – Gefangen in der Vergangenheit, in denen jeweils eine Figur im Jugendalter unfreiwillig in ein Paralleluniversum reist. Die Serie entstand aus einer Zusammenarbeit dreier Länder, wobei Script und Konzept aus Australien kommen und die Serie in Englisch gedreht wurde. Jedes Kolorit stellt jeweils mindestens ein Universum im Handlungsgeschehen dar. So ist in Australien die Hauptfigur Kathy Morgan zu Hause (Kathys Welt), während hiervon noch ein paralleles Abbild existiert, in dem das Leben der Protagonisten jedoch abweichend verlaufen ist. China repräsentiert das Drachenkaiserland (Suns Welt) und Polen beheimatet – wie bereits in der Vorgängerserie – die Welt der Spellbinder (Ashkas Welt). Daneben wurden hier zwei weitere Stränge gedreht: zum einen die Moloch-Welt, in der die Menschheit durch konstruierte, intelligente Kriegsmaschinen nahezu ausgerottet wurde, zum anderen die Welt der Unsterblichen, in der vor Jahrhunderten eine Seuche ausbrach, die zwar durch ein Medikament bekämpft werden konnte, die Menschen hierdurch jedoch unsterblich und unfruchtbar wurden, weshalb dort nur Erwachsene leben, die sich nichts mehr wünschen als eigene Kinder.
Wie andere Serien von Mark Shirrefs und John Thomson endet auch hier jede Episode mit einem Cliffhanger. Die Serie legt ein schnelles Tempo an den Tag, weshalb sich die Protagonisten in beinahe jeder Folge einem neuen Abenteuer stellen müssen, das sie durch Geschicklichkeit und Intelligenz schnell lösen.

## DVD-Veröffentlichung
In Deutschland wurde die Serie 1998 vom öffentlich-rechtlichen Sender ZDF ins Deutsche übersetzt. Das Synchronbuch schrieb, wie bereits zur 1. Staffel, Fred Maire, der auch die Dialogregie übernahm. Im Laufe des Jahres 2017 erschienen erstmals zwei DVD-Boxen zur deutschen TV-Fassung, die von der Pidax Film Media Ltd. vertrieben werden.

## Handlung
Kathy Morgan befindet sich mit ihren Eltern und ihrem älteren Bruder Josh im Camping-Urlaub. Als sie sich ein Bambusboot, das sie an einem See entdeckt hat, näher anschauen möchte, wird sie versehentlich von ihrer Heimat Australien in ein Paralleluniversum befördert. Dabei lernt sie Mek, einen jungen Wissenschaftler aus dem Drachenkaiserland, kennen, der dieses transdimensionale Boot konstruiert und somit einen Weg gefunden hat, durch die Paralleluniversen zu reisen. Beide verschlägt es zunächst in das Land der Spellbinder, wo sie auf die rücksichtslose und machthungrige Schurkin Ashka treffen, die inzwischen als Gefangene in einem Arbeitslager lebt. Gemeinsam mit Gryvon verhilft sie Kathy und Mek zur Flucht – allerdings nur, um ihrem eigenen Schicksal zu entkommen. Schließlich landet das Trio in Meks Heimat – einer Welt, die der der Spellbinder hinsichtlich ihrer zivilisatorischen Rückständigkeit bei gleichzeitig hoch entwickelter Technologie sehr ähnelt. Das Drachenkaiserland wird von einer Art Computer, dem sogenannten „Orakel“, organisiert und durch den jungen Regenten Sun geführt, wobei dieser seine auf Außenstehende magisch wirkenden Kräfte durch ebendiese virtuelle Quelle bezieht.
Kathy möchte nichts weiter als zurück zu ihrer Familie, die es wenig später ebenfalls in diese Welt verschlägt. Sun findet jedoch freundschaftlichen Gefallen an ihr und möchte sie daher nicht gehen lassen. Ashka versucht die Macht im Drachenkaiserland an sich zu reißen, indem sie zunächst Suns Tod in Kathys Welt vortäuscht und sich anschließend das Vertrauen seiner Schwester Aya erschleicht, die die Herrschaft übernommen hat. Als ihre Missetaten auffliegen, raubt Ashka die Maske für das Orakel, die zur Steuerung durch den Drachenkaiser notwendig ist, und verbündet sich mit dem „Barbaren“ Sharak, der seinem hungernden Volk ein neues Zuhause verspricht und sich diesem mit Gewalt bemächtigen möchte. Nachdem das Orakel ausgefallen ist, werden die schutzlosen Bewohner des Landes zu Sharaks hilflosen Gefangenen, während für Kathy und Mek, die die Maske an sich bringen konnten, eine aufregende Reise durch die Parallelwelten der Unsterblichen sowie die Welt der Molochs beginnt. Sie kennen nur ein erklärtes Ziel: Den Palast und das Land des Drachenkaisers aus der Gewalt seiner Eindringlinge zu befreien.

## Besetzung
Sortiert nach der Reihenfolge des Einstiegs.

### Hauptdarsteller
| Rollenname     | Schauspieler     | Synchronsprecher   | Folgen |
| -------------- | ---------------- | ------------------ | ------ |
| Kathy Morgan   | Lauren Hewett    | Laura Maire        | 1–26   |
| Carl Morgan    | Peter O’Brien    | Gudo Hoegel        | 1–26   |
| Josh Morgan    | Ryan Kwanten     | Dominik Auer       | 1–26   |
| Vicky Morgan   | Lenore Smith     | Susanne von Medvey | 1–26   |
| Mek            | Anthony Wong     | Manou Lubowski     | 1–26   |
| Ashka          | Heather Mitchell | Dagmar Dempe       | 1–26   |
| Sun            | Leonard Fung     |                    | 3–26   |
| Prinzessin Aya | Hu Xin           | Christine Stichler | 2–26   |
| Sharak         | Ye Mang          | Torsten Muenchow   | 3–26   |
| Gobbo          | Ye Xiaokeng      |                    | 3–26   |
| Roggar         | Wang Ya’nan      |                    | 3–26   |
| Jasmine        | Gui Jeilan       |                    | 4–26   |

### Nebendarsteller
| Sydney - Salvatore Coco als Jimbo (Folge 6–7) - Graig Black als Bob (Folge 6–7) - Christopher Saunders als Nick (Folge 6–9) - Justin Rosniak als Tony Lazzi (Folge 8–9, 20–26) - Russell Newman als Lennard Bain (Folge 20–24) - Ramsay Everingham als Barry (Folge 21–24) Drachenkaiserland - Wei Qiming als Meister Ling (Folge 1–11, 24–26) - Zhang Yucheng als Zenzo (Folge 2–26) - Lou Bingkun als Ältester (Folge 4–26) - Li Xuetong als Jasmines Vater Den (Folge 4–26) - Zhu Mingxian als Jasmines Großmutter (Folge 4, 17–26) - Geng Baosheng als Wahrsager (Folge 5–26) - Kang Ning als Gobbos Frau (Folge 5, 13, 20–23) - Liu Kaiyu & Xu Meng als Gobbos Kinder (Folge 5, 13, 20–26) Land der Spellbinder - Andrzej Zolkiewski als Spellbinder Elrod (Folge 1–2) - Agnieszka Michalska als Sprenz Neva (Folge 1–2) - Rafal Zwierz als Gryvon (Folge 1–2) - Wojciech Szawul als Wächter Baro (Folge 1–2) - Marek Walczak als Aufseher im Arbeitslager (Folge 2) | Welt der Unsterblichen - Wenanty Nosul als Lem (Folge 11–15) - Katarzyna Walter als Guin (Folge 11–15) - Anna Wielgucka als Artemis (Folge 11+14) - Lech Okurowski als Apollo (Folge 11+15) - Lech Mackiewicz als Dr. Elvo (Folge 12–15) - Andrzej Debski als Tad (Folge 12–14) - Aleksandra Kisielewska als Thalia (Folge 12–14) - Iwona Rulewicz als Leila (Folge 12–14) - Cezary Morawski als Hugo (Folge 12–15) - Lech Dyblik als Arbiter (Folge 12–15) - Krzysztof Stelmaszyk als Arbiter Welles (Folge 13) Moloch-Welt - Maria Mackiewicz als Mel (Folge 16–18, 26) - Adam Siemion als Jez (Folge 16–18, 26) - Katarzyna Laniewska als Elin (Folge 16–18, 26) - Andrzej Grabowski als Jez' Vater Gan (Folge 16–18, 26) - Monika Switaj als Jez' Mutter (Folge 16–18, 26) |

## Episodenübersicht
| Folge | deutscher Titel                     | deutsche Erst- ausstrahlung | Originaltitel                      | Erstausstrahlung   |
| ----- | ----------------------------------- | --------------------------- | ---------------------------------- | ------------------ |
| 1     | Das transdimensionale Boot          | 28. Dezember 1998           | The Trans-Dimensional Bamboo Boat  | 1. September 1997  |
| 2     | Im Drachenkaiserland                | 29. Dezember 1998           | Ashka                              | 2. September 1997  |
| 3     | Der Schokoladenkaiser               | 30. Dezember 1998           | The Dragon Lord                    | 3. September 1997  |
| 4     | Die Barbaren                        | 31. Dezember 1998           | Oracle                             | 8. September 1997  |
| 5     | Ein ungleicher Kampf                | 4. Januar 1999              | Marooned in a World of Monsters    | 9. September 1997  |
| 6     | Das Monster                         | 5. Januar 1999              | Attack of the Thirty-Metre Warrior | 10. September 1997 |
| 7     | Der Wassergeist                     | 6. Januar 1999              | Josh, the Water Spirit             | 15. September 1997 |
| 8     | Der Filmstar                        | 7. Januar 1999              | Sun Becomes a Star                 | 16. September 1997 |
| 9     | Die Entertainerin                   | 8. Januar 1999              | Designation Day                    | 17. September 1997 |
| 10    | Drachentanz                         | 11. Januar 1999             | The Oracle Is Dead                 | 22. September 1997 |
| 11    | Die Unsterblichen                   | 12. Januar 1999             | The Only Child in the World        | 23. September 1997 |
| 12    | Kathy wird adoptiert                | 13. Januar 1999             | Girl for Sale                      | 24. September 1997 |
| 13    | Streit um Kathy                     | 14. Januar 1999             | To Live Forever                    | 29. September 1997 |
| 14    | Ashkas Triumph                      | 15. Januar 1999             | Barbarians at the Gate             | 30. September 1997 |
| 15    | Roboter sind blöd                   | 18. Januar 1999             | The Best-Laid Plans...             | 1. Oktober 1997    |
| 16    | Der Moloch                          | 19. Januar 1999             | Graveyard of Machines              | 6. Oktober 1997    |
| 17    | Der Zerstörer                       | 20. Januar 1999             | The Hunter and the Haunting        | 7. Oktober 1997    |
| 18    | Der Kristall                        | 21. Januar 1999             | Stop the Moloch!                   | 8. Oktober 1997    |
| 19    | Das Hochzeitskleid                  | 22. Januar 1999             | Escape from the Palace             | 13. Oktober 1997   |
| 20    | Jagd auf die Kronjuwelen            | 25. Januar 1999             | Kathy Meets... Herself             | 14. Oktober 1997   |
| 21    | Ein zweifelhaftes Geschäft          | 26. Januar 1999             | The Doublecross                    | 15. Oktober 1997   |
| 22    | Die Sportskanone                    | 27. Januar 1999             | On the Trail                       | 20. Oktober 1997   |
| 23    | Zwei Superhirne sitzen in der Falle | 28. Januar 1999             | The Two Joshes                     | 21. Oktober 1997   |
| 24    | Eingesperrt                         | 29. Januar 1999             | Who’s Who?                         | 22. Oktober 1997   |
| 25    | Russische Artisten                  | 1. Februar 1999             | The Disappearing Act               | 23. Oktober 1997   |
| 26    | Die Hochzeit                        | 2. Februar 1999             | A Wedding Surprise                 | 24. Oktober 1997   |

## Trivia
- Die Dreharbeiten begannen im Juni 1996. Die ersten sieben Wochen wurde in Polen gedreht, hierauf 13 Wochen in China und schließlich sieben Wochen in Australien.
- Alle Außenszenen, die in „unserer Welt“ spielen, sind in Sydney entstanden, die verschiedenen Stränge im Drachenkaiserland komplett in China, die Aufnahmen in der „Welt der Unsterblichen“ im Schloss Nieborów und dem angrenzenden Barockgarten, dem nahe gelegenen Park Arkadia sowie im Łazienki-Park in Warschau und in der Warschauer Altstadt und der „Moloch-Welt“ in Krakau. Für die unterirdischen Kulissen der Maschinenwelt diente das Salzbergwerk Wieliczka.
- Spellbinder – Im Land des Drachenkaisers gilt als erste internationale Ko-Produktion, in der China den Platz eines beteiligten Partners einnahm. Das Land stellte 50 % des Budgets, während Australien und Polen nur jeweils 25 % beisteuerten.
- Der Darsteller des Drachenkaisers Sun (Leonard Fung) ist in Wirklichkeit genauso alt wie die Darstellerin der Kathy (Lauren Hewett), die beide zum Zeitpunkt der Dreharbeiten 15 Jahre alt waren.
- Bei dem Moloch handelt es sich um einen SPW (Schützenpanzerwagen) sowjetischer Bauart, wie er im Warschauer Pakt, dem militärischen Bündnis des Ostblocks zur Zeit des Kalten Krieges, dem Polen damals angehörte, verwendet wurde. Er wurde eingesetzt, um die Soldaten zum Einsatzort zu bringen oder als Kommandofahrzeug für motorisierte Einheiten. Für die Dreharbeiten wurden mehrere zusätzliche Aufbauten angebracht, um ihn in den Moloch zu verwandeln. Die Innenaufnahmen zeigen nicht die reale Ausstattung, sondern wurden im Studio nachgebaut.

## Ähnlichkeiten zwischen beiden Serien
- In beiden Serien entdeckt ein aus Sydney stammender Jugendlicher ein Paralleluniversum (1: Paul, 2: Kathy)
- Die Existenz dieser fremden Welten wird versehentlich entdeckt (Paul durchschreitet eine Art Zeitfenster, Kathy erkundet das Transdimensionsboot)
- Ein unmittelbarer Zeuge beobachtet den Übertritt in die „andere“ Welt (1: Alex und Katrina, 2: Josh), wobei ihnen seitens der Erwachsenen (Lehrer und Eltern) kein Glauben geschenkt wird.
- Die Reisenden werden zunächst als Bedrohung empfunden (Paul wird aufgrund seiner Kleidung für einen Maroder gehalten, Kathy für eine spionierende Vertraute der eindringenden Barbaren)
- Beide freunden sich mit einer gegengeschlechtlichen Person aus der Parallelwelt an, die an deren Unschuld und Beteuerungen glaubt, aus einer anderen Welt zu stammen, und ihnen in ihrer Rückkehr dorthin unterstützt (1: Riana (Paul), 2: Mek (Kathy) bzw. Jasmine (Josh))
- Ashka taucht in beiden Serien auf und versucht Chaos zu erzeugen, um das jeweilige Land stürzen zu können. Dabei sichert sie sich immer die Hilfe durch einen Handlanger (1: Gryvon, 2: Sharak). Auch Gryvon ist in der Fortsetzung zu sehen, allerdings nur als Gastrolle. Außerdem wird Correon erwähnt, dessen Stimme auch aus einem Lichtauge zu hören ist.